# ブラハ・ルイザ広場駅
座標: 北緯47度29分47.95秒 東経19度4分12.06秒 / 北緯47.4966528度 東経19.0700167度
ブラハ・ルイザ広場駅（ブラハ・ルイザひろばえき）とはハンガリー共和国ブダペスト県ブダペスト市に位置するブダペスト地下鉄2号線の駅である。

## 駅構造
- 島式ホーム1面2線を有す地下駅。
- 深さ26.35m地点に存在する。

## 駅周辺
- ブラハ・ルイザ広場

## 歴史
- 1970年4月2日 - 開業。

## 隣の駅
ブダペスト地下鉄
■2号線
アストリア駅 - ブラハ・ルイザ広場駅 - ブダペスト東